# Nordiska mästerskapen i brottning 1975
Nordiska mästerskapen i brottning 1975 hölls den 5 april 1975 i Frederiksværk i Danmark. Det var den 18:e upplagan av tävlingen. Det var första gången det tävlades i båda grekisk-romersk stil och fristil efter att det tidigare endast tävlats i grekisk-romersk stil.

## Medaljtabell
*   Värdland ( Danmark)
| Nr                  | Nation              | Guld | Silver | Brons | Totalt |
| ------------------- | ------------------- | ---- | ------ | ----- | ------ |
| 1                   | Sverige             | 12   | 9      | 1     | 22     |
| 2                   | Finland             | 7    | 9      | 8     | 24     |
| 3                   | Norge               | 1    | 1      | 6     | 8      |
| 4                   | Danmark*            | 0    | 1      | 2     | 3      |
| Totalt (4 nationer) | Totalt (4 nationer) | 20   | 20     | 17    | 57     |

## Resultat

### Grekisk-romersk stil
| Gren    | Guld             | Silver            | Brons                 |
| 48 kg   | Raimo Hirvonen   | Jan Månsson       | Atle Støve            |
| 52 kg   | Benni Ljungbeck  | Svend Aage Larsen | Martti Pykäläinen     |
| 57 kg   | Lars Malmkvist   | Jussi Vesterinen  | Johnny Bjerke         |
| 63 kg   | Risto Björlin    | Thomas Pettersson | Magne Aspen           |
| 68 kg   | Lars-Erik Skiöld | Pekka Hjelt       | Øistein Davidsen      |
| 74 kg   | Veikko Lavonen   | Anders Pettersson | Niels Madsen          |
| 82 kg   | Frank Andersson  | Markus Latvala    | Klaus Mysen           |
| 90 kg   | Keijo Manni      | Lars-Erik Nilsson | Frank Kleven          |
| 100 kg  | Tore Hem         | Jan Kårström      | Svend Erik Studsgaard |
| +100 kg | Arne Robertsson  | Einar Gundersen   | Raimo Karlsson        |

### Fristil
| Gren    | Guld             | Silver            | Brons              |
| 48 kg   | Jukka Rauhala    | Patrik Kjellberg  | Reijo Haaparanta   |
| 52 kg   | Kauko Naavala    | Raimo Hilden      | Jan Olov Magnusson |
| 57 kg   | Tord Åslund      | Pertti Savolainen | Harri Uusimäki     |
| 62 kg   | Ilpo Seppälä     | Hannu Övermark    | ----               |
| 68 kg   | Lennart Lundell  | Deszö Bereczky    | Matti Övermark     |
| 74 kg   | Janne Karlsson   | Juhani Hakola     | Jarmo Övermark     |
| 82 kg   | Kurt Elmgren     | Antti Leppänen    | Ilkaa Hakala       |
| 90 kg   | Roland Andersson | Ingvar Karlsson   | Ilmari Kosunen     |
| 100 kg  | Börje Nilsson    | Jarmo Poeyry      | ----               |
| +100 kg | Pentti Mäkelä    | Lars Gustavsson   | ----               |